# Kolej Koszycko-Bogumińska
Kolej Koszycko-Bogumińska (też: „Kolej Bogumińsko-Koszycka”; niem. Die k.k. privilegierte Kaschau-Oderberger Bahn – Ks.Od., węg. cs. és kir. szab. Kassa-Oderbergi Vasút, cz. Košicko-bohumínská dráha – KBD, słow. Košicko-bohumínska železnica) – linia kolejowa o długości 368,6 km łącząca Bogumin w Czechach z Koszycami na Słowacji, zbudowana w latach 1869–1872. W okresie od rozpoczęcia budowy do roku 1918 znajdowała się w całości na terenie Austro-Węgier.

## Historia
Budowę linii rozpoczęto w październiku roku 1867. W latach 1869–1872 stopniowo oddawano do eksploatacji kolejne jej odcinki. Ostatecznie całość otwarto 18 marca 1872.
Etapy budowy KBD:
- Bogumin – Cieszyn – zakończony 1 lutego 1869
- Cieszyn – Żylina – 8 stycznia 1871
- Żylina – Rużomberk – Liptowski Mikułasz – Poprad – 8 grudnia 1871
- Poprad – Nowa Wieś Spiska – 12 grudnia 1871
- Nowa Wieś Spiska – Kysak – 12 marca 1872
- Koszyce – Kysak – Preszów – 1 września 1870

Pierwszy oddano do użytku odcinek Bogumin – Cieszyn, który wówczas był poprowadzony przez Rychwałd, Orłową, Dąbrowę, Karwinę i Darków. Linia powstała jako jednotorowa, jednak już kilkanaście lat po jej stworzeniu, zaczęto ją przebudowywać na linię dwutorową: 4 grudnia 1898 odcinek Żylina – Jabłonków, po 1913 odcinek Jabłonków – Cieszyn, 2 października 1914 na odcinku Cieszyn – Karwina, a 30 września 1915 zakończono jej przebudowę na ostatnim fragmencie z Karwiny do Bogumina.
Po I wojnie światowej i rozpadzie Austro-Węgier linia stała się jednym z najważniejszych połączeń kolejowych Czechosłowacji. Jej częściowy przebieg przez tereny etnicznie polskie był jednym z powodów polsko-czeskiego konfliktu zbrojnego o tzw. Zaolzie. Ostatecznie w 1920 r. na konferencji w Spa zachodnie mocarstwa zdecydowały, iż tereny przez które przebiega linia kolejowa będą w całości przyznane Czechosłowacji.
W latach 60. XX wieku linia została zmodernizowana. Wówczas przeprowadzono jej elektryfikację (ukończoną w roku 1964), i zmieniono jej przebieg. Wybudowano linię (bardziej na północ) o nowym przebiegu (przez Lutynię Dolną i Dziećmorowice), a starą przekwalifikowano wyłącznie do ruchu towarowego. Zlikwidowano wówczas przystanki: Stonava, Rychvald místo i Rychvald zámek (wyłączone z eksploatacji 28 maja 1967 roku), stacje Karviná, Doubrava i Orlová wyłączono z ruchu osobowego i wkrótce wyburzono większość zabudowań. Stworzono zaś przystanek Karviná-Darkov oraz wzniesiono nowy dworzec w Karwinie.
Trasa KBD: Bogumin – Karwina – Cieszyn – Trzyniec – Nawsie – Czadca – Żylina – Wrutki – Poprad – Nowa Wieś Spiska – Kysak – Koszyce.
W przebiegu dawnej linii kolejowej poprowadzone są obecne czeskie oraz słowackie linie kolejowe:
- Linia kolejowa nr 320 (Bohumín – Čadca)
- Linia kolejowa nr 127 (Čadca – Žilina)
- Linia kolejowa nr 180 (Žilina – Košice)

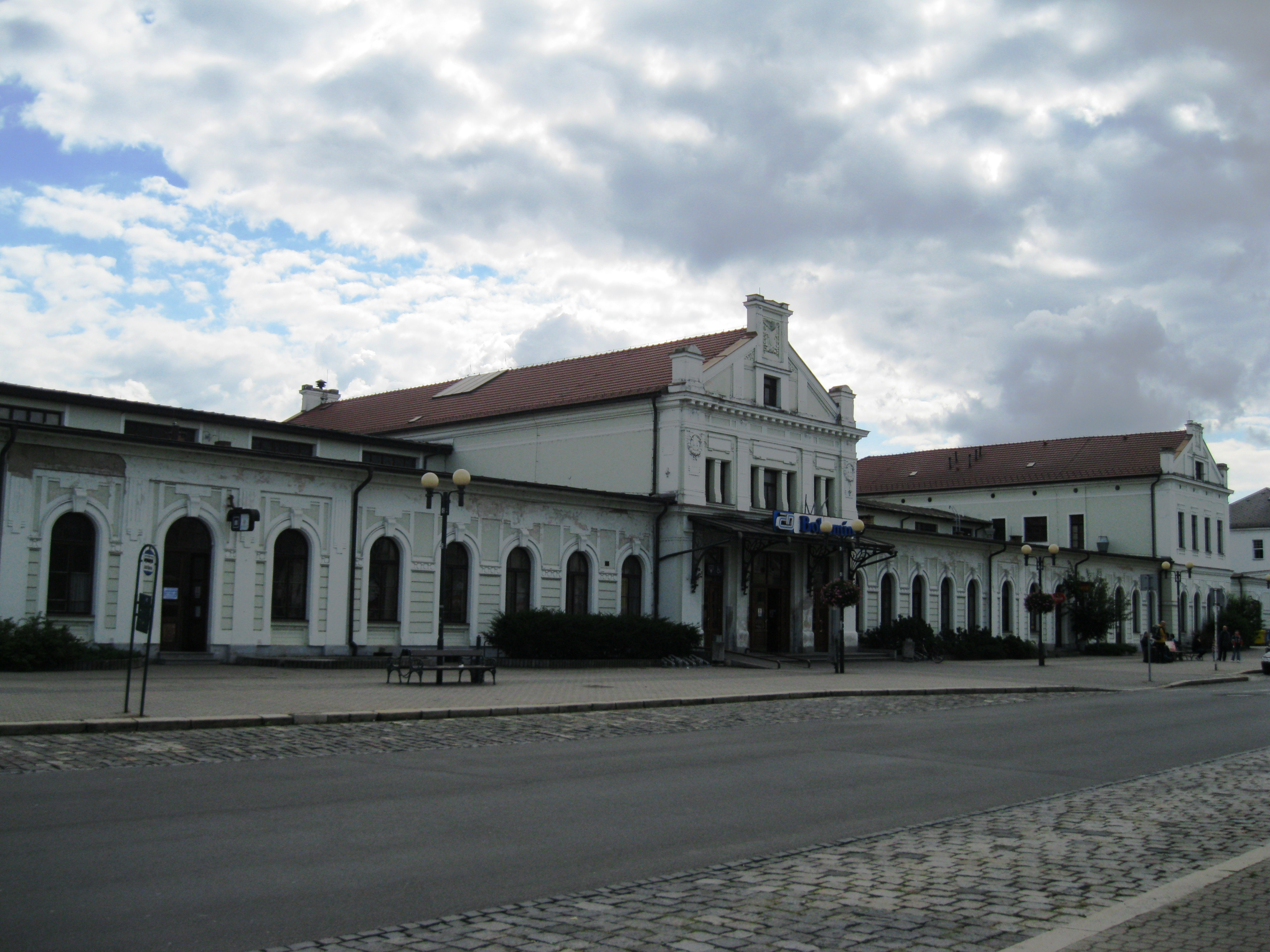
Dworzec w Boguminie
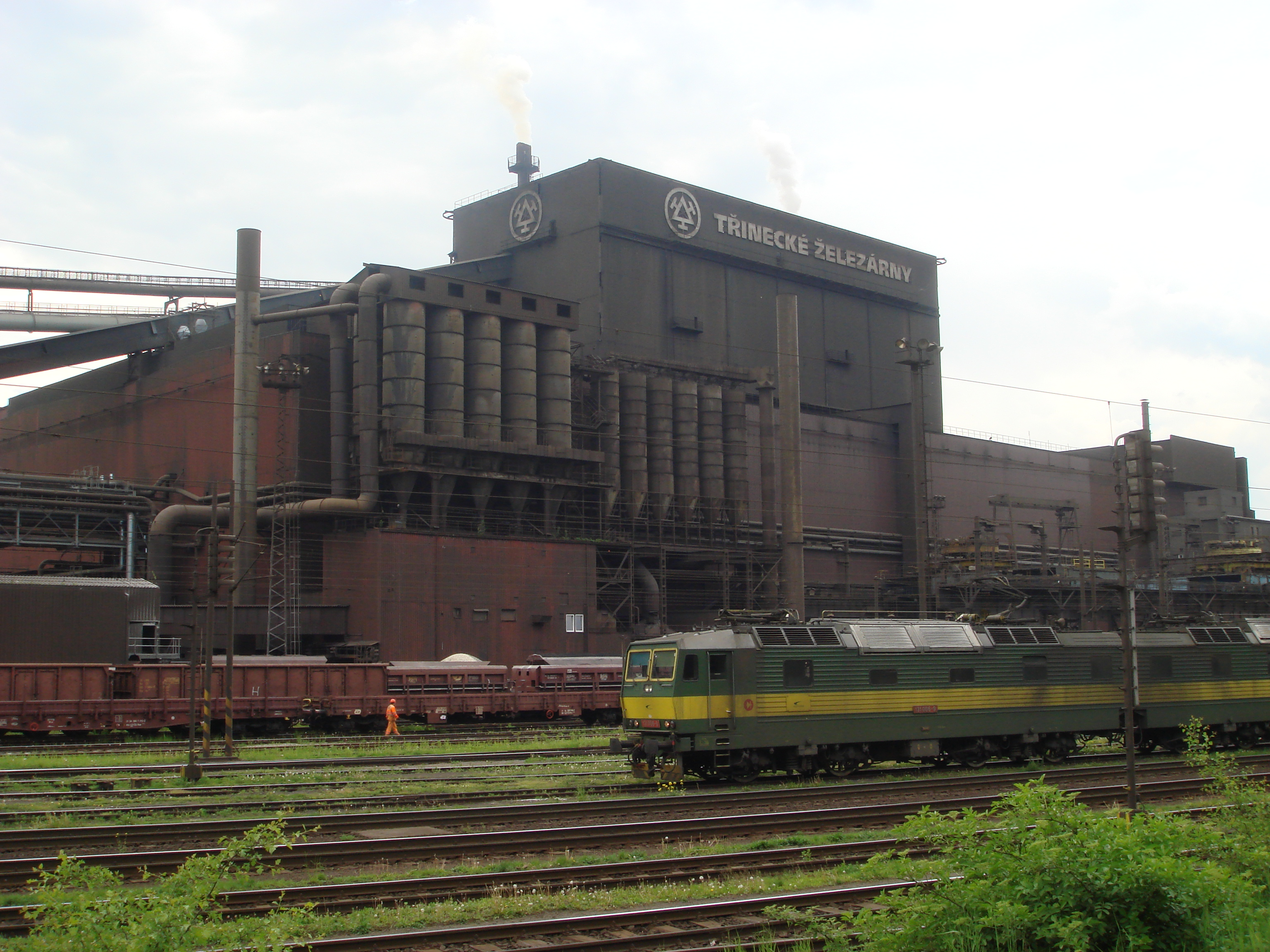
Huta w Trzyńcu i kolej KBD
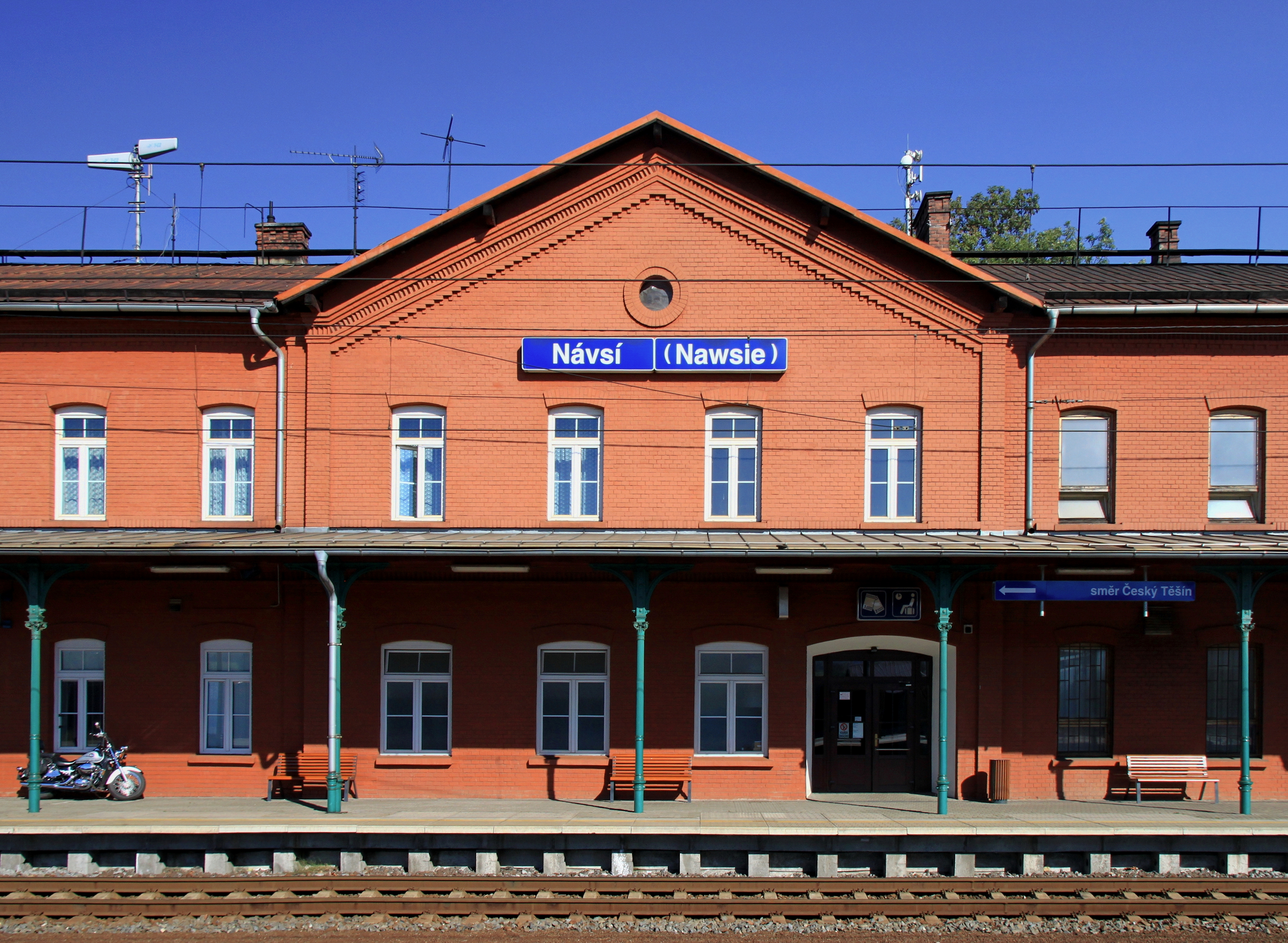
Dworzec w Nawsiu
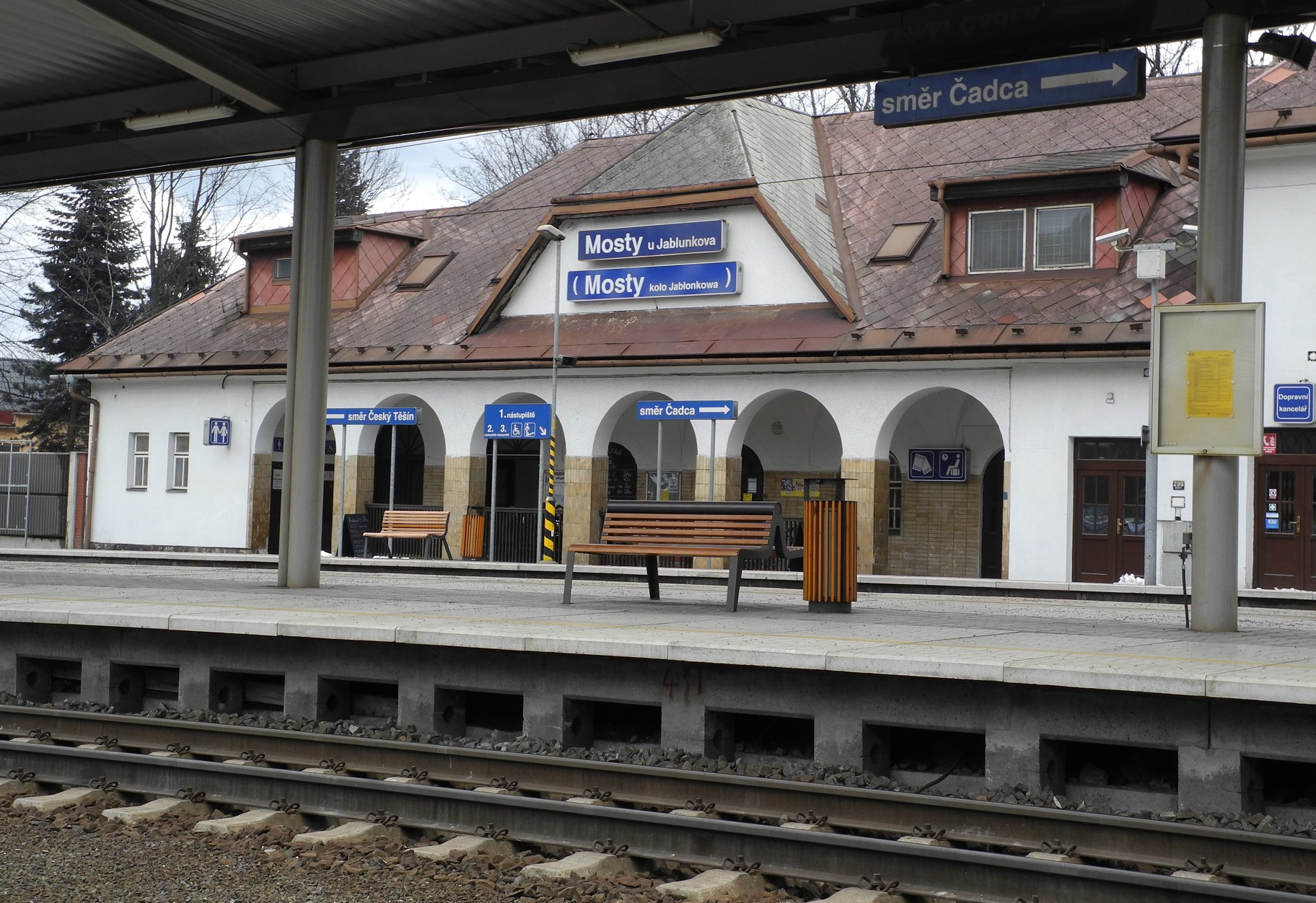
Stacja w Mostach koło Jabłonkowa
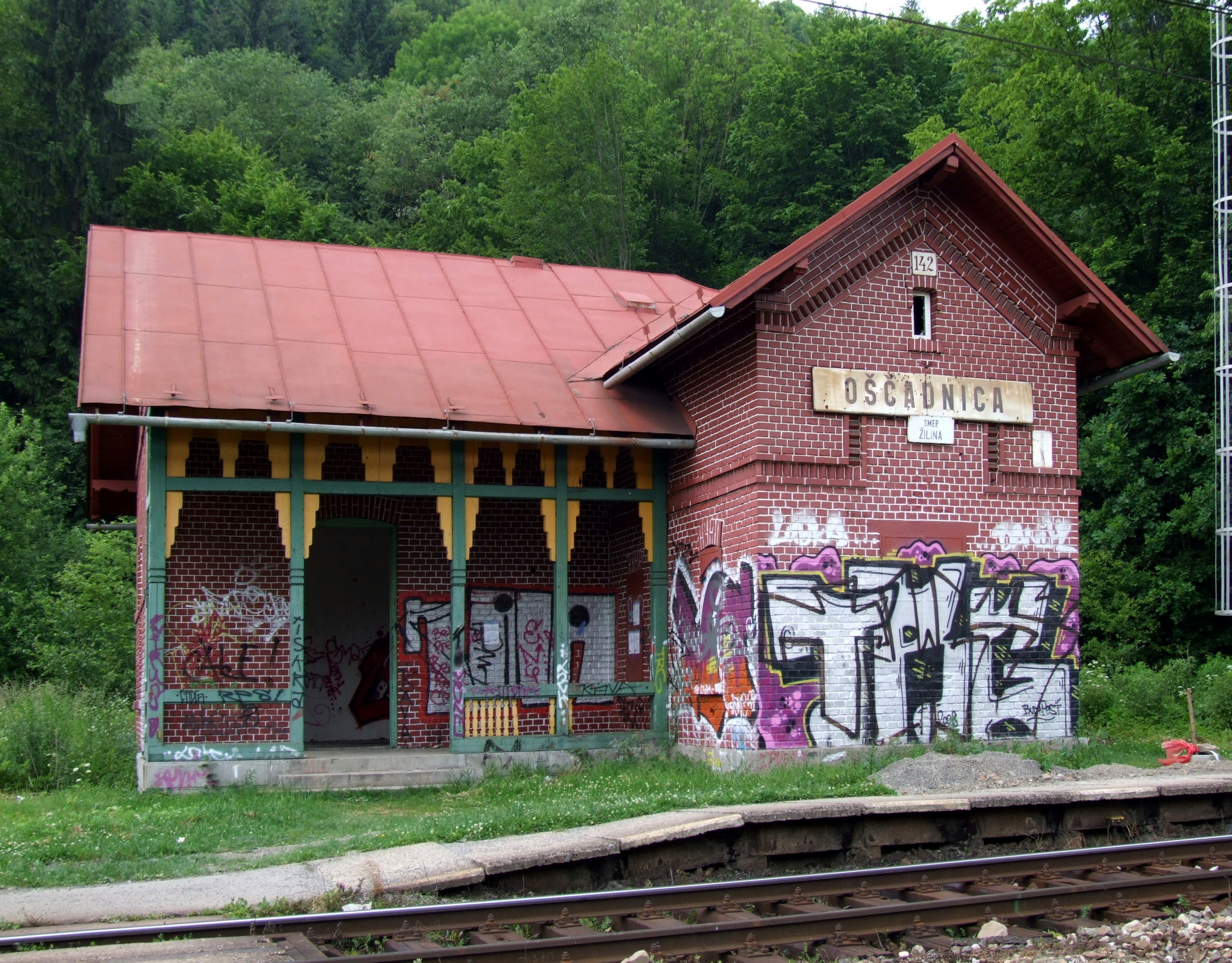
Przystanek w Oščadnicy
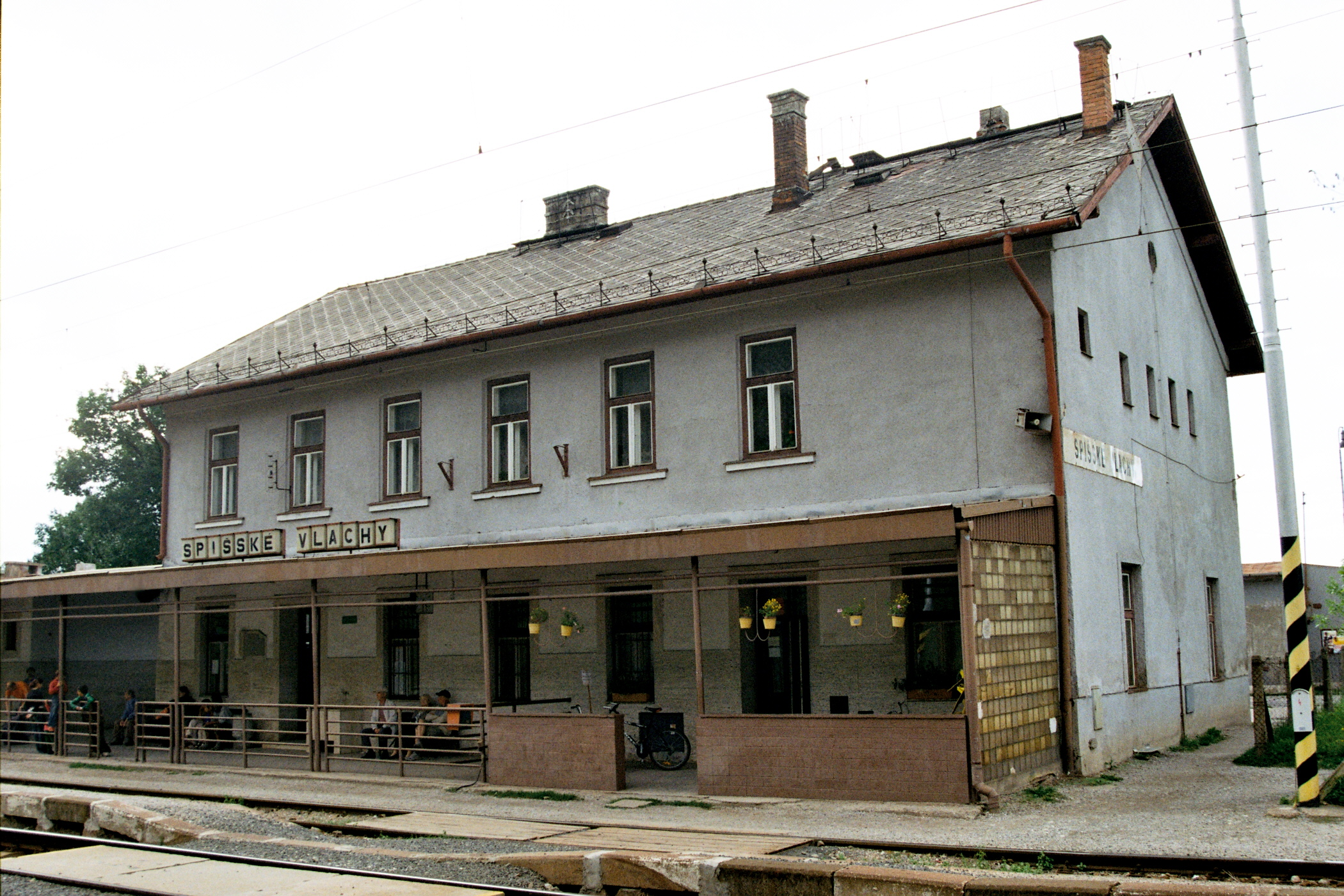
Stacja Spiskie Włochy
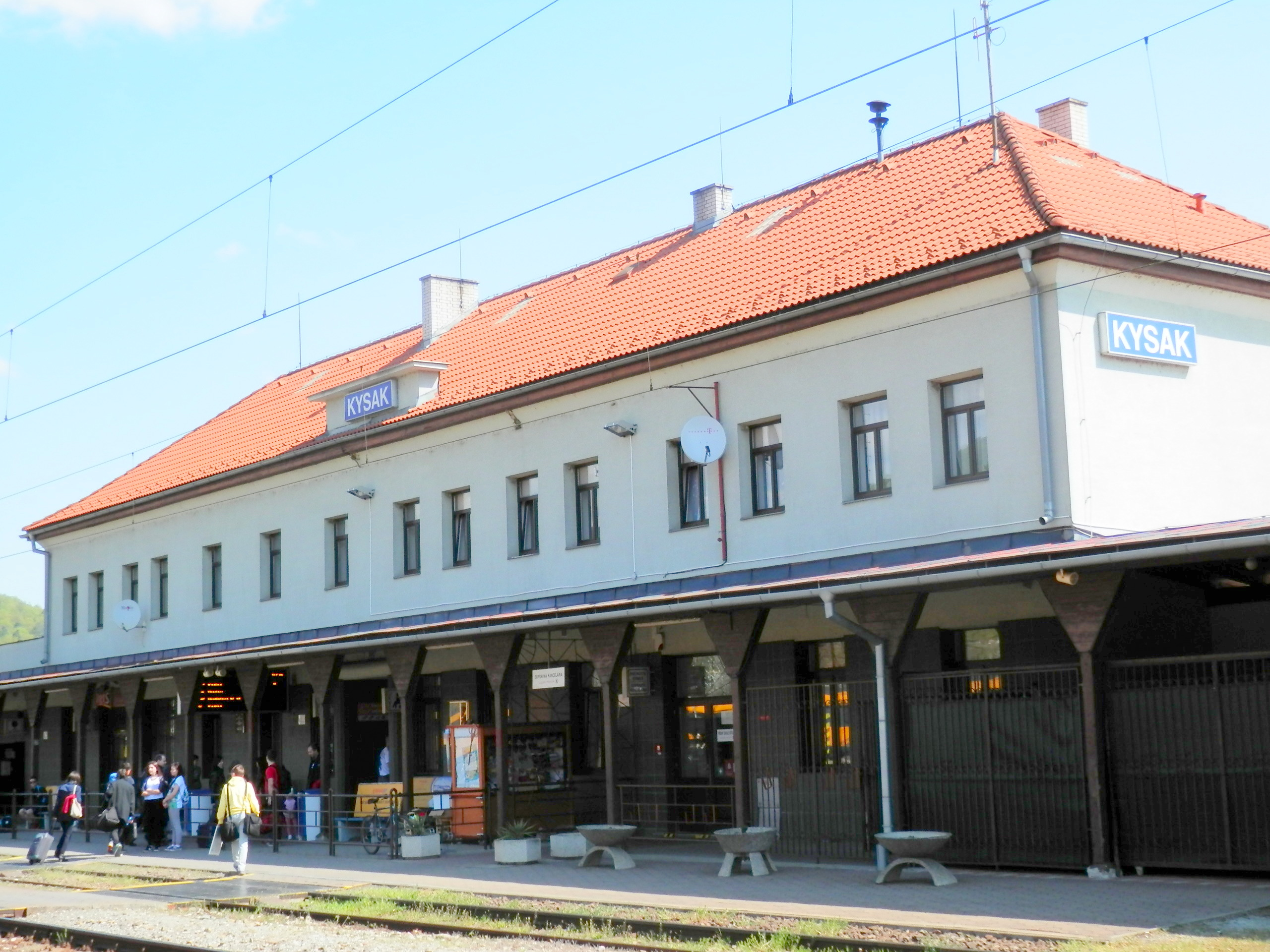
Stacja Kysak